# Cernica (Románia)
Cernica község és falu Ilfov megyében, Munténiában, Romániában. A hozzá tartozó települések: Bălăceanca, Căldăraru, Poșta valamint Tânganu.

## Fekvése
A megye délkeleti részén található, a megyeszékhelytől, Bukaresttől, tizenhat kilométerre keletre, a Dâmbovița és a Colentina folyók mentén.

## Története
A 19. század végén a község Ilfov megye Dâmbovița járásához tartozott és Cernica valamint Căldăraru falvakból állt, összesen 922 lakossal. A községközpontban, Cernica faluban ekkor működött egy iskola és egy templom. A mai község területén ezen időszakban volt még egy község, Tânganu, mely Tânganu faluból és Tânganu-Moara tanyából állt, összesen 883 lakossal. Ebben a községben is volt egy iskola valamint egy templom. Poșta falu ekkor Ștubeiu-Orăști községhez, Bălăceanca falu pedig Bobești-Bălăcanca községhez tartozott.
1925-ös évkönyv szerint Tânganu községet már megszüntették, Cernica község pedig Cernica, Căldăraru, Tânganu, Tânganu-Nou és Tânganu-Moara falvakból állt, Ilfov megye Pantelimon járásán belül, lakossága ekkor 3120 fő volt. Poșta falut Bobești-Bălăceanca községhez csatolták.
1950-ben közigazgatási átszervezés alapján, Cernica községet a 23 August rajonhoz csatolták.
1968-ban ismét megyerendszert vezettek be az országban, a község az újból létrehozott Ilfov megye része lett, hozzácsatolva Bălăceanca és Poșta falvakat is. 1981-től az Ilfovi Mezőgazdasági Szektor része lett, egészen 1998-ig, amikor ismét létrehozták Ilfov megyét.

## Lakossága
| Nemzetiségek        | 2002 | 2002   |
| ------------------- | ---- | ------ |
| Románok             | 8181 | 86,80% |
| Romák               | 1230 | 13,05% |
| Magyarok            | 7    | 0,07%  |
| Bolgárok            | 4    | 0,04%  |
| Ukránok             | 1    | 0,01%  |
| Kínaiak             | 1    | 0,01%  |
| Egyéb nemzetiségűek | 1    | 0,01%  |
| Összesen            | 9425 | 100,0% |